# Neville Garrick
Neville Garrick (28. července 1950 – 14. listopadu 2023) byl grafik a fotograf z Los Angeles narozený na Jamajce. Byl absolventem Kalifornské univerzity v Los Angeles (UCLA).

## Životopis
Garrick navštěvoval UCLA, kde hrál za mužský fotbalový tým UCLA Bruins a v letech 1971 a 1972 dosáhl finále National Collegiate Athletic Association. Po návratu na Jamajku se stal uměleckým ředitelem Daily News. 
Proslavil se především tvorbou předloh mnoha obalů alb Boba Marleyho a většinu 80. let navrhoval kulisy pro festival Reggae Sunsplash. Garrick také spolupracoval s Burning Spear, Steel Pulse a mnoha dalšími. Je autorem knihy A Rasta's Pilgrimage: Ethiopian Faces and Places (1999).
Garrick byl zakladatelem a výkonným ředitelem instituce Bob Marley Museum.
Garrick zemřel na rakovinu v Kalifornii dne 14. listopadu 2023 ve věku 73 let.